# Arvan
L'Arvan è un fiume francese affluente di sinistra dell'Arc che scorre in Savoia.
Percorre la valle des Arves e si getta nell'Arc a Saint-Jean-de-Maurienne.

## Percorso
L'Arvan è lungo 29,9 km e nasce nei pressi del Col de la Croix-de-Fer, nel comune di Saint-Jean-d'Arves, a un'altitudine di 2.593 metri, al di sotto della cime des Torches (2.958 m), nota anche come Grand Agnelin. È conosciuto anche come torrente Féon e poi torrente Arvettaz.
L'Arvan scorre generalmente da sud-ovest a nord-est e attraversa i comuni di Saint-Sorlin-d'Arves, Saint-Jean-d'Arves, Albiez-Montrond, Fontcouverte-la-Toussuire, e Saint-Jean-de-Maurienne.
Sfocia in sinistra orografica dell'Arc, presso l'abitato di Saint-Jean-de-Maurienne, a un'altitudine di 527 m.